# Feuerwehr in Dänemark

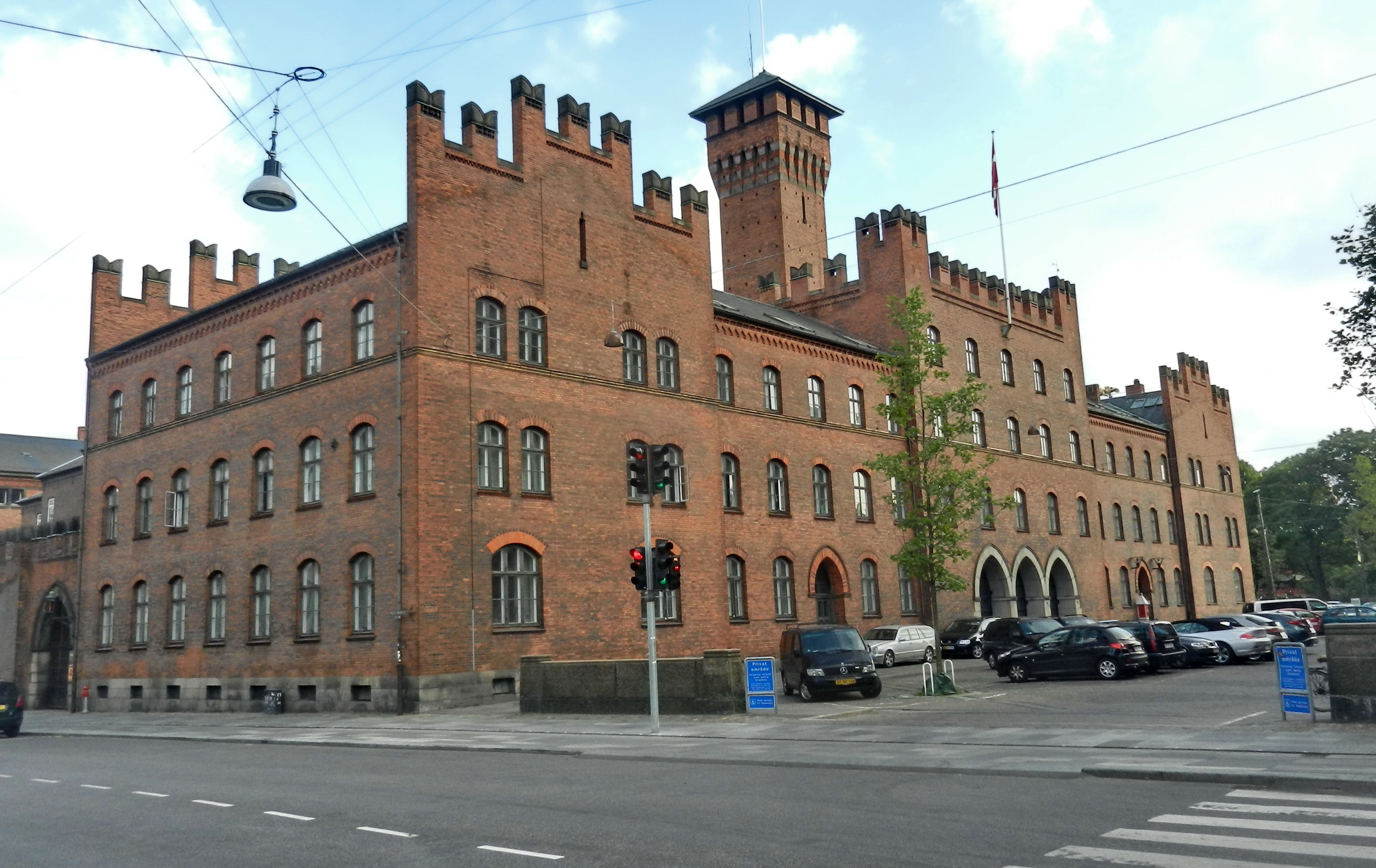
Zentrale Feuerwache in Kopenhagen

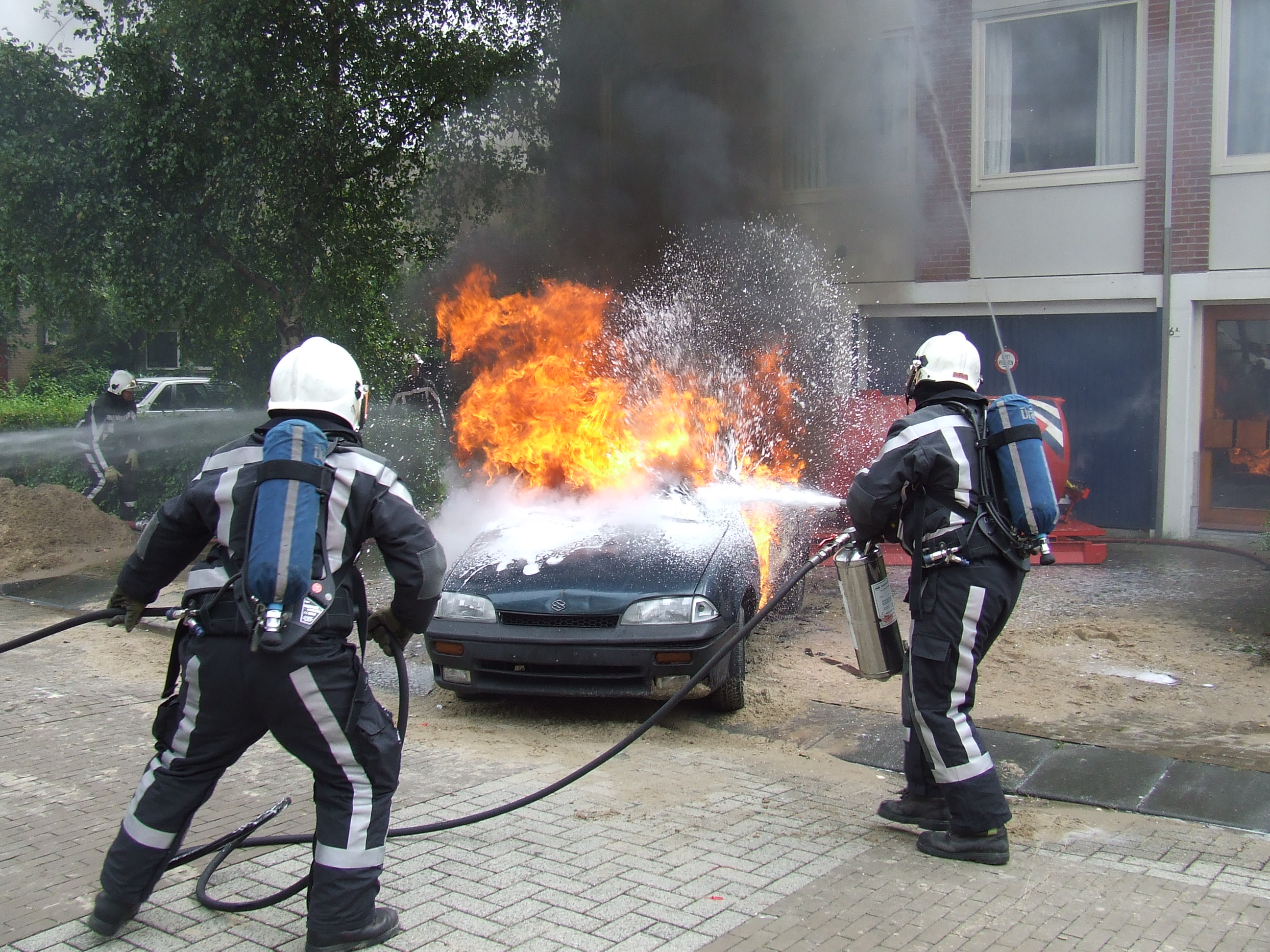
Löschen eines Autobrandes

Die Feuerwehr in Dänemark besteht aus 1368 Berufsfeuerwehrleuten und 4416 Feuerwehrleuten auf Teilzeitbasis. Freiwillige Feuerwehrleute gibt es nur in Süderjütland.

## Allgemeines
In Dänemark bestehen 285 Feuerwachen und Feuerwehrhäuser, in denen 358 Löschfahrzeuge und 103 Drehleitern bzw. Teleskopmaste für Feuerwehreinsätze bereitstehen. Insgesamt sind 5784 Personen, davon 1368 Berufsfeuerwehrleute und 4416 Teilzeit-Feuerwehrleute, im Feuerwehrwesen tätig. Der Frauenanteil beträgt vier Prozent.

## Struktur
In Dänemark ist die Feuerwehr eine öffentlich-rechtliche Organisation, deren Aufgabe es ist, Brandbekämpfung und dergleichen durchzuführen. Die Aufgabe wird in Dänemark vom kommunalen „Rettungsdienst“ übernommen, in einigen Kommunen jedoch ausgelagert.
Ein kommunaler Rettungsdienst hat die primäre Aufgabe, Brände zu löschen und Rettungsarbeiten bei Unfällen durchzuführen. Jede Gemeinde ist verpflichtet, über einen Rettungsdienst zu verfügen. Wenn die Gemeinde den Rettungsdienst nicht selbst betreiben möchte, kann dieser an ein privates Unternehmen oder eine Nachbargemeinde ausgelagert werden. Die kommunalen Rettungsdienste sind nicht für die Ambulanz zuständig.
Die Feuerwehr (der kommunale Rettungsdienst) ist in der Regel dem Verteidigungsminister unterstellt. Die Aufgaben der kommunalen Rettungsdienste sind im Rettungsdienstgesetz geregelt.
Die Gemeinde kann wählen, ob sie ihre eigene Feuerwehr einrichten, die Feuerwehr mit anderen Gemeinden koordinieren, die Aufgabe an einen privaten Auftragnehmer (z. B. Falck) oder das „Emergency Response Corps“ auslagern möchte.
Das dänische Unternehmen Falck A/S steht für ca. 60 % der Brandbekämpfung in Dänemark und ist damit der größte Akteur auf dem Gebiet der Brandbekämpfung. Es ist auf folgenden Geschäftsgebieten tätig: Pannenhilfe, Notfallhilfe (Notfallrettung, Feuerwehr und Krankentransport), Gesundheitsvorsorge und Ausbildung.

## Dienstgrade
| Dienstgrad-Abzeichen |                                         |                                                                             |                               |                |                        |
| Dienstgrade          | Beredskabsdirektør Beredskabschef       | Viceberedskabsdirektør Viceberedskabschef                                   | Afdelingschef Områdeschef     | Områdesleder   | Beredskabsinspektør    |
| Direkt-Uebersetzung  | Bereitschaftsdirektor Bereitschaftschef | Stellvertretender Bereitschaftsdirektor Stellvertretender Bereitschaftschef | Abteilungsleiter Bereichschef | Bereichsleiter | Bereitschaftsinspektor |

| Dienstgrad-Abzeichen |                                                                            |                                                                       |                                                          |                                                      |                          |                                       |
| Dienstgrade          | Viceberedskabsinspektør Stationsmester Brandkaptajn                        | Beredskabsmester Brandmester Vicebrandkaptajn                         | Viceberedskabsmester Underbrandmester                    | Deltidsholdleder m. instruktørkompetence             | Deltidsholdleder         | Beredskabsassistent Brandassistent    |
| Direkt-Uebersetzung  | Stellvertretender Bereitschaftsinspektor Stationsmeister Brandkapitän (FF) | Bereitschaftsmeister Brandmeister Stellvertretender Brandkapitän (FF) | Stellvertretender Bereitschaftsmeister Unterbrandmeister | Staffelführer (Teilzeit) mit Fähigkeit als Ausbilder | Staffelführer (Teilzeit) | Bereitschaftsassistent Brandassistent |